# Fussball Club Zürich Frauen 2015-2016
Questa voce raccoglie le informazioni riguardanti lo Frauen Fussballclub Zürich nelle competizioni ufficiali della stagione 2015-2016.

## Rosa
Rosa aggiornata alla fine della stagione.
| N. |                          | Ruolo | Calciatrice              |
| -- | ------------------------ | ----- | ------------------------ |
| 21 | Svizzera (bandiera)      | P     | Seraina Friedli          |
| 1  | Svizzera (bandiera)      | P     | Elvira Herzog            |
| 31 | Svizzera (bandiera)      | P     | Nicole Studer            |
| 18 | Svizzera (bandiera)      | D     | Sandra Aloi              |
| 22 | Svizzera (bandiera)      | D     | Lorena Baumann           |
| 15 | Svizzera (bandiera)      | D     | Karin Bernet             |
| 14 | Svizzera (bandiera)      | D     | Riana Fischer            |
| 5  | Svizzera (bandiera)      | D     | Marina Keller            |
| 6  | Svizzera (bandiera)      | D     | Selina Kuster            |
| 7  | Svizzera (bandiera)      | D     | Nicole Remund            |
| 8  | Svizzera (bandiera)      | D     | Julia Stierli            |
| 13 | Svizzera (bandiera)      | C     | Stefanie de Além da Eira |
| 4  | Nuova Zelanda (bandiera) | C     | Katie Duncan             |

| N. |                     | Ruolo | Calciatrice       |
| -- | ------------------- | ----- | ----------------- |
| 23 | Svizzera (bandiera) | C     | Natasha Gensetter |
| 12 | Svizzera (bandiera) | C     | Malin Gut         |
| 19 | Svizzera (bandiera) | C     | Sandrine Mauron   |
| 2  | Svizzera (bandiera) | C     | Naomi Mégroz      |
| 17 | Svizzera (bandiera) | C     | Melanie Müller    |
| 25 | Svizzera (bandiera) | C     | Lesley Ramseier   |
| 11 | Svizzera (bandiera) | A     | Barla Deplazes    |
| 20 | Svizzera (bandiera) | A     | Fabienne Humm (c) |
| 10 | Svizzera (bandiera) | A     | Lara Keller       |
| 16 | Svizzera (bandiera) | A     | Nathalie Lienhard |
| 24 | Svizzera (bandiera) | A     | Meriame Terchoun  |
| 9  | Svizzera (bandiera) | A     | Patricia Willi    |

## Calciomercato

### Sessione estiva
| Acquisti | Acquisti | Acquisti | Acquisti |
| R.       | Nome     | da       | Modalità |
| -------- | -------- | -------- | -------- |
|          |          |          |          |

| Cessioni | Cessioni         | Cessioni | Cessioni |
| R.       | Nome             | a        | Modalità |
| -------- | ---------------- | -------- | -------- |
| C        | Nina Stapelfeldt | Lucerna  |          |

## Statistiche

### Statistiche di squadra
| Competizione           | Punti | In casa | In casa | In casa | In casa | In casa | In casa | In trasferta | In trasferta | In trasferta | In trasferta | In trasferta | In trasferta | Totale | Totale | Totale | Totale | Totale | Totale | D.R. |
| Competizione           | Punti | G       | V       | N       | P       | Gf      | Gs      | G            | V            | N            | P            | Gf           | Gs           | G      | V      | N      | P      | Gf     | Gs     | D.R. |
| ---------------------- | ----- | ------- | ------- | ------- | ------- | ------- | ------- | ------------ | ------------ | ------------ | ------------ | ------------ | ------------ | ------ | ------ | ------ | ------ | ------ | ------ | ---- |
| Lega Nazionale A       | 52    | 9       | 9       | 0       | 0       | 40      | 25      | 9            | 8            | 1            | 0            | 32           | 2            | 18     | 17     | 1      | 0      | 72     | 8      | +64  |
| Finali LNA             | 16    | 4       | 3       | 1       | 0       | 24      | 2       | 3            | 2            | 0            | 1            | 8            | 4            | 7      | 5      | 1      | 1      | 32     | 6      | +26  |
| Coppa Svizzera         | 15    | 0       | 0       | 0       | 0       | 0       | 0       | 5            | 5            | 0            | 0            | 23           | 1            | 5      | 5      | 0      | 0      | 23     | 1      | +22  |
| UEFA Women's Champions | 3     | 1       | 1       | 0       | 0       | 1       | 0       | 1            | 0            | 0            | 1            | 0            | 1            | 2      | 1      | 0      | 1      | 1      | 1      | +0   |
| Totale                 | 88    | 14      | 13      | 1       | 0       | 65      | 8       | 18           | 15           | 1            | 2            | 63           | 8            | 32     | 28     | 2      | 2      | 128    | 16     | +112 |

### Statistiche dei giocatori
Fonte: ufficiale.
| Giocatore          | Lega Nazionale A | Lega Nazionale A | Lega Nazionale A | Lega Nazionale A | Finali LNA | Finali LNA | Finali LNA  | Finali LNA | Coppa Svizzera | Coppa Svizzera | Coppa Svizzera | Coppa Svizzera | Totale   | Totale | Totale      | Totale     |
| Giocatore          | Presenze         | Reti             | Ammonizioni      | Espulsioni       | Presenze   | Reti       | Ammonizioni | Espulsioni | Presenze       | Reti           | Ammonizioni    | Espulsioni     | Presenze | Reti   | Ammonizioni | Espulsioni |
| ------------------ | ---------------- | ---------------- | ---------------- | ---------------- | ---------- | ---------- | ----------- | ---------- | -------------- | -------------- | -------------- | -------------- | -------- | ------ | ----------- | ---------- |
| S. Aloi            | 7                | 0                | 0                | 0                | 1          | 0          | 0           | 0          | 0              | 0              | 0              | 0              | 8        | 0      | 0           | 0          |
| L. Baumann         | 6                | 0                | 0                | 0                | 4          | 0          | 0           | 0          | 0              | 0              | 0              | 0              | 10       | 0      | 0           | 0          |
| K. Bernet          | 17               | 1                | 0                | 0                | 4          | 0          | 0           | 0          | 0              | 0              | 0              | 0              | 21       | 1      | 0           | 0          |
| S. de Além da Eira | 5                | 1                | 0                | 0                | 5          | 2          | 0           | 0          | 0              | 0              | 0              | 0              | 10       | 3      | 0           | 0          |
| B. Deplazes        | 16               | 10               | 1                | 0                | 6          | 1          | 0           | 0          | 0              | 0              | 0              | 0              | 22       | 11     | 1           | 0          |
| K. Duncan          | 14               | 1                | 1                | 0                | 5          | 1          | 1           | 0          | 0              | 0              | 0              | 0              | 19       | 2      | 2           | 0          |
| R. Fischer         | 18               | 1                | 0                | 0                | 4          | 1          | 0           | 0          | 0              | 0              | 0              | 0              | 22       | 2      | 0           | 0          |
| S. Friedli         | 15               | -7               | 0                | 0                | 6          | -6         | 0           | 0          | 0              | 0              | 0              | 0              | 21       | -13    | 0           | 0          |
| N. Gensetter       | 0                | 0                | 0                | 0                | 1          | 0          | 0           | 0          | 0              | 0              | 0              | 0              | 1        | 0      | 0           | 0          |
| M. Gut             | 9                | 2                | 0                | 0                | 5          | 0          | 0           | 0          | 0              | 0              | 0              | 0              | 14       | 2      | 0           | 0          |
| E. Herzog          | 0                | 0                | 0                | 0                | 1          | 0          | 0           | 0          | 0              | 0              | 0              | 0              | 1        | 0      | 0           | 0          |
| F. Humm            | 16               | 18               | 0                | 0                | 6          | 7          | 0           | 0          | 0              | 0              | 0              | 0              | 22       | 25     | 0           | 0          |
| L. Keller          | 0                | 0                | 0                | 0                | 1          | 0          | 0           | 0          | 0              | 0              | 0              | 0              | 1        | 0      | 0           | 0          |
| M. Keller          | 13               | 1                | 0                | 0                | 7          | 0          | 1           | 0          | 0              | 0              | 0              | 0              | 20       | 1      | 1           | 0          |
| S. Kuster          | 15               | 6                | 0                | 0                | 6          | 4          | 0           | 0          | 0              | 0              | 0              | 0              | 21       | 10     | 0           | 0          |
| N. Lienhard        | 11               | 4                | 0                | 0                | 5          | 2          | 0           | 0          | 0              | 0              | 0              | 0              | 16       | 6      | 0           | 0          |
| S. Mauron          | 13               | 0                | 1                | 0                | 4          | 1          | 0           | 0          | 0              | 0              | 0              | 0              | 17       | 1      | 1           | 0          |
| N. Mégroz          | 0                | 0                | 0                | 0                | 2          | 1          | 0           | 0          | 0              | 0              | 0              | 0              | 2        | 1      | 0           | 0          |
| M. Müller          | 12               | 2                | 0                | 0                | 5          | 0          | 0           | 0          | 0              | 0              | 0              | 0              | 17       | 2      | 0           | 0          |
| L. Ramseier        | 14               | 4                | 0                | 0                | 3          | 2          | 0           | 0          | 0              | 0              | 0              | 0              | 17       | 6      | 0           | 0          |
| N. Remund          | 6                | 1                | 0                | 0                | 0          | 0          | 0           | 0          | 0              | 0              | 0              | 0              | 6        | 1      | 0           | 0          |
| J. Stierli         | 11               | 3                | 0                | 0                | 5          | 0          | 0           | 0          | 0              | 0              | 0              | 0              | 16       | 3      | 0           | 0          |
| N. Studer          | 3                | -1               | 0                | 0                | 0          | 0          | 0           | 0          | 0              | 0              | 0              | 0              | 3        | -1     | 0           | 0          |
| M. Terchoun        | 17               | 6                | 2                | 0                | 5          | 2          | 0           | 0          | 0              | 0              | 0              | 0              | 22       | 8      | 2           | 0          |
| P. Willi           | 15               | 11               | 0                | 0                | 7          | 8          | 0           | 0          | 0              | 0              | 0              | 0              | 22       | 19     | 0           | 0          |

## Rosa della Under 21
Rosa aggiornata alla fine della stagione.
| N. |                     | Ruolo | Calciatrice              |
| -- | ------------------- | ----- | ------------------------ |
| 1  | Svizzera (bandiera) | P     | Melanie Egli             |
| 1  | Svizzera (bandiera) | P     | Fiona Flühler            |
| 1  | Svizzera (bandiera) | P     | Natascha Honegger        |
| 1  | Svizzera (bandiera) | P     | Nicole Studer            |
| 2  | Svizzera (bandiera) | D     | Sandra Aloi              |
| 2  | Svizzera (bandiera) | D     | Sara Andresen            |
| 2  | Svizzera (bandiera) | D     | Lorena Baumann           |
| 3  | Svizzera (bandiera) | D     | Eva Beck                 |
| 3  | Svizzera (bandiera) | A     | Iva Caluori              |
| 3  | Svizzera (bandiera) | C     | Malin Gut                |
| 4  | Svizzera (bandiera) | A     | Kim Dubs                 |
| 4  | Svizzera (bandiera) | A     | Patricia Willi           |
| 5  | Svizzera (bandiera) | C     | Yara Hofmann             |
| 5  | Svizzera (bandiera) | C     | Raika Toper              |
| 6  | Svizzera (bandiera) | C     | Stefanie de Além da Eira |
| 6  | Svizzera (bandiera) | D     | Rahel Moser              |
| 7  | Svizzera (bandiera) | C     | Natasha Gensetter        |
| 7  | Svizzera (bandiera) | A     | Elena Van Niekerk        |
| 8  | Svizzera (bandiera) | C     | Lydia Andrade            |

| N. |                     | Ruolo | Calciatrice           |
| -- | ------------------- | ----- | --------------------- |
| 8  | Svizzera (bandiera) | D     | Karin Bernet          |
| 8  | Svizzera (bandiera) | D     | Sarah Kaufmann        |
| 8  | Svizzera (bandiera) | A     | Nathalie Lienhard     |
| 8  | Svizzera (bandiera) | A     | Ladina Poltronieri    |
| 9  | Svizzera (bandiera) | D     | Aldina Bosnic         |
| 10 | Svizzera (bandiera) | A     | Raquel Branco Videira |
| 10 | Svizzera (bandiera) |       | Jamie Lee Von Allmen  |
| 11 | Svizzera (bandiera) | C     | Lesley Ramseier       |
| 12 | Svizzera (bandiera) | A     | Barla Deplazes        |
| 12 | Svizzera (bandiera) | D     | Barbara Bösch         |
| 13 | Svizzera (bandiera) | D     | Annina Rauber         |
| 14 | Svizzera (bandiera) | C     | Fiona Kümin           |
| 14 | Svizzera (bandiera) | C     | Melanie Müller        |
| 15 | Svizzera (bandiera) | D     | Aline Christen        |
| 15 | Svizzera (bandiera) | C     | Naomi Mégroz          |
| 16 | Svizzera (bandiera) | A     | Larissa Weber         |
| 21 | Svizzera (bandiera) | P     | Nina Bärtsch          |
|    | Svizzera (bandiera) |       | Larissa Schläpfer     |